# Betta andrei
Betta andrei — вид прісноводних риб з родини осфронемових (Osphronemidae) підродини макроподових (Macropodusinae). Описаний у 2023 році.
Належить до групи видів Betta waseri, найбільше пов'язаний з B. spilotogena.

## Назва
Вид названо на честь Андре Чандри, індонезійського колекціонера риб та ентузіаста, який надав велику допомогу автору описання таксона в отриманні зразків та інформації.

## Поширення
Ендемік Індонезії. Поширений лише на невеликому острівці Сінґкеп з архіпелагу Лінга у провінції Ріау на схід від Суматри. Зібраний у невеликому струмку. Потік оточений торф'яним болотним лісом і має темно-коричневу воду з pH 4,5. Температура води коливається від 24 до 26 °C. Субстрат складається з піску, листя та опалих гілок. Betta andrei поділяє середовище проживання з іншими видами риб, такими як Rasbora einthovenii, Rasbora trilineata, Pangio shelfordii та Channa gachua.

## Опис
Betta andrei можна відрізнити від інших членів групи B. waseri за такою комбінацією ознак: чорна нижня щелепа, суцільна з великим чорним глечиковим знаком на горлі, що закінчується виступом на щічній мембрані; кришечка рівномірна коричнева з темно-коричневими плямами вздовж заднього краю, кришка без нижнього дистального краю чорна; ледь помітні чорні поперечні смуги на міжрадіальних перетинках спинного та хвостового плавців; відсутність темної дистальної облямівки на анальному плавці.